# Halorhadinus
Halorhadinus Sawada, 1971 è un genere di coleotteri della famiglia Staphylinidae.

## Distribuzione
Le otto specie finora descritte sono state rinvenute in Giappone e Corea del Sud.

## Tassonomia
A causa di legami filogenetici con il genere Bryothinusa Casey, 1904, nel 1971 venne ascritto alla tribù Myllaenini. Nel 1999 Halorhadinus venne spostato da Pace nella tribù Diglottini, includendovi Bryothinusa e altri generi. Nel 2001 l'entomologo Ahn sulla base delle cavità mesocoxali contigue e sulla conformazione delle setae della galea, attribuì questo genere ai Liparocephalini. Infine, nel 2014 Ono e Maruyama ne rivalutano la posizione tassonomica attribuendolo di nuovo ai Myllaenini.
Al 2016 sono note otto specie di questo genere:
- Halorhadinus aequalis Sawada, 1971 - Giappone (Honshu, Izu-Shotu, Shikoku, Kyushu)
- Halorhadinus inaequalis Sawada, 1971 - Giappone (Honshu)
- Halorhadinus kawashimai Ono & Maruyama, 2014 - Giappone (Honshu)
- Halorhadinus masakazui Ono & Maruyama, 2014 - Giappone (Honshu, Kyushu)
- Halorhadinus miyakei Ono & Maruyama, 2014 - Giappone (Kyushu)
- Halorhadinus miyataorum Ono & Maruyama, 2014 - Giappone (Shikoku)
- Halorhadinus satoi Ono & Maruyama, 2014 - Giappone (Honshu, Shikoku, Kyushu)
- Halorhadinus sawadai Maruyama & Hayashi, 2009 - Giappone (Shikoku)